# George Whitefield Chadwick
George Whitefield Chadwick (ur. 13 listopada 1854 w Lowell w stanie Massachusetts, zm. 4 kwietnia 1931 w Bostonie) – amerykański kompozytor, dyrygent i pedagog.

## Życiorys
Pochodził z uzdolnionej muzycznie rodziny, jego ojciec pracował w branży ubezpieczeniowej. W latach 1872–1876 studiował w New England Conservatory of Music w Bostonie, gdzie uczył się teorii u Stephena A. Emery’ego. Od 1876 do 1877 roku uczył muzyki w Olivet College. W 1877 roku wbrew woli ojca wyjechał do Lipska, gdzie pobierał naukę u Carla Reineckego i Salomona Jadassohna. Następnie od 1879 roku studiował u Josefa Rheinbergera w Monachium. Towarzyszył grupie amerykańskich plastyków w podróży do Francji, gdzie przypuszczalnie poznał Césara Francka.
W 1880 roku powrócił do USA, gdzie pracował jako dyrygent, organista i nauczyciel muzyki. W gronie jego uczniów znaleźli się Horatio Parker, Arthur Whiting, Sidney Homer, Frederick Converse, Henry Kimball Hadley i Daniel Gregory Mason. Od 1882 roku wykładał w New England Conservatory of Music w Bostonie, a w 1897 roku został jego dyrektorem. Dyrygował Springfield Music Festival (1889–1899) i Worcester Music Festival (1898–1901).

## Twórczość
Jeden z czołowych amerykańskich twórców końca XIX wieku. Zaliczany jest do tzw. klasyków bostońskich, wykształconych w Niemczech i kontynuujących europejskie tradycje muzyczne, które łączył jednakże często z motywami typowo amerykańskimi. Napisał m.in. trzy symfonie (1882, 1885, 1894), suitę Symphonic Sketches (1908), Sinfoniettę (1904), uwertury koncertowe i poematy symfoniczne, 5 kwartetów smyczkowych, kwintet fortepianowy, utwory kameralne, pieśni, burleskę Tabasco (1894), dramat liryczny Judith (1901) i operę werystyczną The Padrone (1912). Jest ponadto autorem pracy teoretycznej Harmony. A Course of Study (Boston 1897, wznow. 1975).